# Alagappapuram
Alagappapuram  es una ciudad y nagar Panchayat situada en el distrito de Kanyakumari en el estado de Tamil Nadu (India). Su población es de 9626 habitantes (2011).

## Demografía
Según el censo de 2011 la población de Alagappapuram  era de 9626 habitantes, de los cuales 4646 eran hombres y 4980 eran mujeres. Alagappapuram tiene una tasa media de alfabetización del 95,44%, superior a la media estatal del 80,09%: la alfabetización masculina es del 97,24%, y la alfabetización femenina del 93,78%.